# Dortan
Dortan és un municipi francès situat al departament de l'Ain i a la regió d'Alvèrnia-Roine-Alps. L'any 2007 tenia 2.088 habitants.

## Demografia

### Població
El 2007 la població de fet de Dortan era de 2.088 persones. Hi havia 828 famílies de les quals 228 eren unipersonals (128 homes vivint sols i 100 dones vivint soles), 220 parelles sense fills, 304 parelles amb fills i 76 famílies monoparentals amb fills.
La població ha evolucionat segons el següent gràfic:
Habitants censats

### Habitatges
El 2007 hi havia 926 habitatges, 842 eren l'habitatge principal de la família, 19 eren segones residències i 65 estaven desocupats. 552 eren cases i 364 eren apartaments. Dels 842 habitatges principals, 492 estaven ocupats pels seus propietaris, 338 estaven llogats i ocupats pels llogaters i 12 estaven cedits a títol gratuït; 18 tenien una cambra, 50 en tenien dues, 154 en tenien tres, 261 en tenien quatre i 359 en tenien cinc o més. 520 habitatges disposaven pel capbaix d'una plaça de pàrquing. A 344 habitatges hi havia un automòbil i a 408 n'hi havia dos o més.

### Piràmide de població
La piràmide de població per edats i sexe el 2009 era:
| Homes | Edats   | Dones |
| ----- | ------- | ----- |
| 0     | 95 o +  | 0     |
| 4     | 90 a 94 | 8     |
| 8     | 85 a 89 | 36    |
| 0     | 80 a 84 | 28    |
| 32    | 75 a 79 | 16    |
| 20    | 70 a 74 | 44    |
| 32    | 65 a 69 | 40    |
| 36    | 60 a 64 | 24    |
| 44    | 55 a 59 | 52    |
| 60    | 50 a 54 | 52    |
| 100   | 45 a 49 | 60    |
| 96    | 40 a 44 | 104   |
| 112   | 35 a 39 | 92    |
| 96    | 30 a 34 | 92    |
| 72    | 25 a 29 | 64    |
| 60    | 20 a 24 | 40    |
| 92    | 15 a 19 | 44    |
| 116   | 10 a 14 | 96    |
| 120   | 5 a 9   | 60    |
| 60    | 0 a 4   | 88    |

## Economia
El 2007 la població en edat de treballar era de 1.434 persones, 1.058 eren actives i 376 eren inactives. De les 1.058 persones actives 961 estaven ocupades (541 homes i 420 dones) i 97 estaven aturades (52 homes i 45 dones). De les 376 persones inactives 125 estaven jubilades, 134 estaven estudiant i 117 estaven classificades com a «altres inactius».

### Ingressos
El 2009 a Dortan hi havia 802 unitats fiscals que integraven 2.046 persones, la mediana anual d'ingressos fiscals per persona era de 18.651 €.

### Activitats econòmiques
Dels 86 establiments que hi havia el 2007, 3 eren d'empreses extractives, 2 d'empreses alimentàries, 21 d'empreses de fabricació d'altres productes industrials, 10 d'empreses de construcció, 20 d'empreses de comerç i reparació d'automòbils, 1 d'una empresa de transport, 5 d'empreses d'hostatgeria i restauració, 3 d'empreses d'informació i comunicació, 3 d'empreses financeres, 4 d'empreses immobiliàries, 4 d'empreses de serveis, 6 d'entitats de l'administració pública i 4 d'empreses classificades com a «altres activitats de serveis».
Dels 20 establiments de servei als particulars que hi havia el 2009, 1 era una oficina de correu, 1 una oficina bancària, 4 tallers de reparació d'automòbils i de material agrícola, 3 paletes, 1 guixaire pintor, 2 fusteries, 1 lampisteria, 2 electricistes, 3 perruqueries, 1 restaurant i 1 saló de bellesa.
Dels 5 establiments comercials que hi havia el 2009, 1 era una botiga de més de 120 m², 2 fleques, 1 una fleca i 1 un drogueria.
L'any 2000 a Dortan hi havia 17 explotacions agrícoles que ocupaven un total de 309 hectàrees.

## Equipaments sanitaris i escolars
L'únic equipament sanitari que hi havia el 2009 era una farmàcia.
El 2009 hi havia 1 escola maternal i 1 escola elemental.

## Poblacions més properes
El següent diagrama mostra les poblacions més properes.